# Mixoma
El mixoma es una neoplasia benigna derivada de tejido conjuntivo consistente principalmente en células poliédricas y estrelladas enclavadas en forma poco compacta en una matriz blanda mucoidal por lo que parece tejido mesenquimático primitivo, se presenta con frecuencia en forma intramuscular (donde suele ser confundido con un sarcoma), también en los huesos maxilares y enquistado en la piel (musinosis focal y ganglio dorsal de la muñeca). Se trata además del tumor primario más frecuente encontrado en el corazón, donde suele asentar sobre la aurícula izquierda.
El término mixoma: del griego muxa para moco) fue utilizado por primera vez por Rudolf Virchow (1821-1902) para reflejar tumores con una estructura similar a la de un cordón umbilical, Stout definió al mixoma como una neoplasia verdadera compuesta por células estrelladas en un estroma laxo o mixoide y lo consideró como el tumor de mesénquima primitivo, este concepto implica una entidad única y específica cualquiera que fuese su localización y carácter clinicopatológico. Este concepto aún es aceptado ampliamente. Sin embargo los diferentes caracteres clinicopatológicos y las conductas que presentan los tumores con histopatología de mixoma en distinta localización indican que el mixoma no es una entidad única

## Clasificación de mixomas

### Mixoma de tejidos blandos
Comprende los siguientes tipos: mixoma intramuscular, mixoma yuxta-articular, mixoma cutáneo, angiomixoma agresivo y mixoma de la vaina nerviosa.

### Mixoma viscerales
Abarca los siguientes tipos: mixoma cardiaco y sus variantes, el mixoma renal y el ovárico, entre otros.

### Mixoma de la cavidad oral
Son los del tipo: mixoma odontológico y el mixoma mucoso (periférico).

### Tumores mixoides benignos de tejidos blandos
Comprende tumores del tipo: neurofibroma mixoide, Schwannoma mixoide, perineuroma mixoide, lipoma mixoide, entre otros.

### Tumores mixoides malignos de tejidos blandos
Abarcan neoplasias del tipo: 
mixofibrosarcoma (histiocina fibroso maligno mixoide), sarcoma fibromixoide de bajo grado, condro sarcoma extraesquelético, rabdomiosarcoma embrionario botrioide, liposarcoma mixoide, entre otros.